# Korontière
Korontière är ett arrondissement i kommunen Boukoumbé i Benin. Den hade 6 826 invånare år 2002.